# Алтай (волейбольный клуб)
«Алтай» — казахстанский волейбольный клуб из Усть-Каменогорска.

## История
Волейбольный клуб «Алтай» был создан 1 ноября 2005 года.
С 1 января 2017 года юридически оформлен как ТОО.
В клубе «Алтай» существует 5 команд:
- 2 женские команды мастеров Национальной лиги «Алтай-1» и «Алтай-2»,
- женская команда Высшей лиги среди дублирующих команд до 23-х лет «Алтай-3»,
- мужская команда мастеров Национальной лиги «Алтай-1»,
- мужская команда Высшей лиги среди дублирующих команд до 23-х лет «Алтай-2».

В сентябре 2018 принято решение о создании женской команды «Алтай-4».

## Достижения
до 2016
- мужская команда — бронзовый призёр Кубка РК (2009, 2011, 2014), бронзовый призёр Чемпионата РК (2011, 2012), чемпион Национальной лиги сезона 2015/2016, 5-е место на Чемпионате Азии среди мужских клубных команд 2016 года.
- женская команда -

Сезон 2016/2017
- XXV чемпионат Казахстана среди женских команд мастеров Национальной лиги — 1 место;
- Кубок Казахстана среди женских команд — 1 место;
- Чемпионат Азии среди женских клубных команд 2017 — 4 место
- Обладатель Суперкубка Казахстана — женская команда, мастеров Национальной лиги
- XXV чемпионат Казахстана среди женских команд Национальной лиги, среди дублирующих команд до 23-х лет — 1 место;
- Международный турнир Кубка ВТВ среди женских команд г. Тэйнинь (Вьетнам) — 4 место (женская команда «Алтай-2»);
- XXV чемпионат Казахстана среди мужских команд мастеров Национальной лиги — 1 место;
- Чемпионат Азии среди мужских клубных команд 2018 во Вьетнаме — 4 место;
- XXV чемпионат Казахстана среди мужских команд Высшей лиги — 2 место.

Сезон 2017/2018
- XXVI чемпионат Казахстана среди женских команд мастеров Национальной лиги — 1 место;
- Кубок Казахстана среди женских команд 2018 — 1 место;
- Обладатель Суперкубка Казахстана — женская команда, мастеров Национальной лиги
- Чемпионат Азии среди женских клубных команд 2018 — 4 место;
- Международный турнир Кубка ВТВ среди женских команд г. Хатинь (Вьетнам) — 4 место (женская команда «Алтай-2»);
- Зимний чемпионат Казахстана среди девушек — 3 место женская команда «Алтай-3»;
- Кубок Принцессы Таиланда — 3 место женская команда «Алтай-3».

## Арена
Домашние матчи команда проводит в физкультурно-оздоровительном комплексе «Жекпе-жек» (пр. Сатпаева, 82/1). Вместимость трибун — 1500 человек.

## Состав «Алтай-1» (женская)
| Номер | Амплуа     | Игрок               | Дата рождения | Разряд | Рост | Гражданство |
| ----- | ---------- | ------------------- | ------------- | ------ | ---- | ----------- |
| 1Л    | Нападающий | Кутова Майя         | 14.04.2008    | МС     | 169  | Казахстан   |
| 2     | Нападающий | Амержан Аяулым      | 26.06.2008    | МС     | 182  | Казахстан   |
| 5     | Нападающий | Советова Назерке    | 04.04.2006    | МС     | 183  | Казахстан   |
| 7Л    | Либеро     | Кожевникова Татьяна | 27.03.2008    | МС     | 172  | Казахстан   |
| 11    | Нападающий | Морозова Карина     | 10.02.2008    | МС     | 179  | Казахстан   |
| 12    | Связующий  | Юлия Төлегенова     | 25.05.2007    | МС     | 186  | Казахстан   |
| 14    | Нападающий | Кадырбекова Зинат   | 12.03.2004    | МС     | 186  | Казахстан   |
| 16    | Нападающий | Карташова Анастасия | 26.04.2002    | МС     | 178  | Казахстан   |
| 17    | Нападающий | Торангы Дамели      | 17.04.2007    | МС     | 176  | Казахстан   |
| 18    | Связующий  | Кадирбаева Аяжан    | 28.04.2007    | МС     | 185  | Казахстан   |
| 19К   | Нападающий | Кырыкбаева Амина    | 06.07.2006    | МС     | 179  | Казахстан   |
| 21    | Нападающий | Оралбекова Нурай    | 12.02.2007    | МС     | 172  | Казахстан   |

- Главный тренер: Кокенов Е. А.
- Помощники тренера: Мухамедуалиев И. М.

## Состав «Алтай-1» (мужская)
| Номер | Амплуа     | Игрок                | Дата рождения | Разряд | Рост | Гражданство |
| ----- | ---------- | -------------------- | ------------- | ------ | ---- | ----------- |
| 5     | нападающий | Чегодаев Денис       | 05.06.1994    | КМС    | 196  | Казахстан   |
| 6     | нападающий | Баярысов Берик       | 06.01.1998    | 1      | 195  | Казахстан   |
| 7L    | либеро     | Данияров Бердияр     | 13.11.1994    | КМС    | 178  | Казахстан   |
| 8К    | связующий  | Жуков Александр      | 14.06.1995    | КМС    | 190  | Казахстан   |
| 9     | нападающий | Буздуган Александр   | 06.04.1995    |        | 194  | Украина     |
| 10    | либеро     | Бородай Иван         | 14.09.1993    | КМС    | 187  | Казахстан   |
| 11    | связующий  | Синкевич Данил       | 27.06.1999    | 1      | 190  | Казахстан   |
| 12    | нападающий | Сапанов Рамазан      | 08.03.1993    | КМС    | 195  | Казахстан   |
| 13    | нападающий | Уфимцев Владислав    | 13.06.1995    | КМС    | 195  | Казахстан   |
| 14    | нападающий | Сулейменов Самат     | 01.04.1995    | КМС    | 185  | Казахстан   |
| 16    | нападающий | Якутин Евгений       | 12.03.1996    | КМС    | 198  | Казахстан   |
| 17    | нападающий | Сулейманов Александр | 30.04.1997    | КМС    | 190  | Казахстан   |
| 18L   | либеро     | Жумагалиев Жансерик  | 28.12.1993    | КМС    | 185  | Казахстан   |
| 19    | нападающий | Шварцкопф Александр  | 30.09.1998    | 1      | 202  | Казахстан   |

- Главный тренер: Имангалиев Марат Енсебекович
- Помощник тренера: Мылжабаев Серик Мергазынович
- Главный администратор: Нуралы Асет
- Доктор: Жакупова Гуль-Раушан Кадеровна
- Массажист: Семенов Григорий Валерьевич